# هیپ هاپ ساحل شرقی
هیپ هاپ ساحل شرقی (به انگلیسی: East Coast hip hop) یکی از شاخه‌های موسیقی هیپ هاپ است که از هنرمندان شرق ایالات متحده آمریکا به مرکزیت نیویورک تشکیل شده است. این شاخه بخاطر دشمنی و جهالت شوگ نایت(suge knight) جزو رقیبان و دشمنان شاخه وست کوست هیپ هاپ به حساب می‌رود. برخی براین باورند که پنج عنصر اصلی فرهنگ هیپ هاپ یعنی رقص بریک، بیت‌باکس، دی‌جی، گرافیتی و ام‌سی به طور همزمان از اواسط دهه هفتاد میلادی در شرق ایالات متحده شکل گرفت. ایست کوست الگوهای ساده ریتم و قوافی هیپ هاپ الد اسکول را به الگویی پیچیده‌تر و شعرگرایانه تغییر داد و این موضوع جزو نقاط عطف موسیقی هیپ هاپ در تاریخ است.
از بهترین آرتیست های این سبک می توان به ناز ، نوتوریوس بی.آی.جی.‌ ، رکیم )(  فیفتی سنت،(_/ بیگ ال ، جی زی ، کی‌آراِس-وان ، ماب دیپ ، ام اف دووم اشاره کرد.